# 叉尾似鱗頭鰍
叉尾似鱗頭鰍為輻鰭魚綱鯉形目鰍科的其中一種，為熱帶淡水魚，分布於亞洲湄公河、湄南河及馬來半島淡水流域，體長可達5公分，棲息在沼澤、湖泊、溪流的底層水域，生活習性不明。

## 扩展阅读
維基物種上的相關：叉尾似鱗頭鰍